# 제2차 모리 내각
제2차 모리 내각(일본어: 第2次森内閣)은  모리 요시로가 제86대 내각총리대신으로 임명되어, 2000년 7월 4일부터 2000년 12월 5일까지 존재한 일본의 내각이다.

## 개요
제1차 모리 내각은 이름은 모리 내각이지만, 전임 오부치 게이조 총리의 병으로 인한 사직으로 급하게 조직된 직무 대행 내각의 성격이 강했으며, 모리 총리가 사실상 독자적인 인사권을 행사했다는 의미에서는 이 제2차 모리 내각이 사실상의 초대 모리 내각이라고 할 수 있다. 자유민주당과 공명당, 보수당의 연립 내각이다.

## 각료 명단
특명사항을 담당하는 국무대신의 직무는 꺾은 괄호(〈〉) 내에 기술하였다.
| 내각총리대신                                                                          | 내각총리대신                                                                          | 모리 요시로                             |
|                                                                                       | 내각총리대신 보좌관 (교육개혁 담당)                                                   | 나카소네 히로후미 (2000년 7월 18일 ~ )  |
| 법무대신                                                                              | 법무대신                                                                              | 야스오카 오키하루                       |
| 외무대신                                                                              | 외무대신                                                                              | 고노 요헤이                             |
| 대장대신                                                                              | 대장대신                                                                              | 미야자와 기이치                         |
| 문부대신 과학기술청 장관 국립국회도서관 연락조정위원회 위원                           | 문부대신 과학기술청 장관 국립국회도서관 연락조정위원회 위원                           | 오시마 다다모리                         |
| 후생대신 〈연금문제 담당〉                                                            | 후생대신 〈연금문제 담당〉                                                            | 쓰시마 유지                             |
| 농림수산대신                                                                          | 농림수산대신                                                                          | 다니 요이치                             |
| 통상산업대신 〈국제박람회 담당〉                                                      | 통상산업대신 〈국제박람회 담당〉                                                      | 히라누마 다케오                         |
| 운수대신 홋카이도 개발청 장관 〈신 도쿄 국제공항 담당〉                               | 운수대신 홋카이도 개발청 장관 〈신 도쿄 국제공항 담당〉                               | 모리타 하지메                           |
| 우정대신                                                                              | 우정대신                                                                              | 히라바야시 고조                         |
| 노동대신                                                                              | 노동대신                                                                              | 요시카와 요시오                         |
| 건설대신 국토청 장관 〈연구·학원도시, 토지대책, 수도기능이전 담당〉                   | 건설대신 국토청 장관 〈연구·학원도시, 토지대책, 수도기능이전 담당〉                   | 오기 지카게                             |
| 자치대신 국가공안위원회 위원장                                                        | 자치대신 국가공안위원회 위원장                                                        | 니시다 마모루                           |
| 내각관방장관 오키나와 개발청 장관 〈남녀 공동 참여, 오키나와, 정보통신기술(IT) 담당〉 | 내각관방장관 오키나와 개발청 장관 〈남녀 공동 참여, 오키나와, 정보통신기술(IT) 담당〉 | 나카가와 히데나오 ( ~ 2000년 10월 27일) |
| 내각관방장관 오키나와 개발청 장관 〈남녀 공동 참여, 오키나와, 정보통신기술(IT) 담당〉 | 내각관방장관 오키나와 개발청 장관 〈남녀 공동 참여, 오키나와, 정보통신기술(IT) 담당〉 | 후쿠다 야스오 (2000년 10월 27일 ~ )     |
|                                                                                       | 내각관방 부장관                                                                       | 아베 신조                               |
| 내각관방 부장관                                                                       | 우에노 고세이                                                                         |                                         |
| 내각관방 부장관                                                                       | 후루카와 데이지로                                                                     |                                         |
| 내각위기관리감                                                                        | 안도 다다오                                                                           |                                         |
| 내각법제국 장관                                                                       | 쓰노 오사무                                                                           |                                         |
| 금융재생위원회 위원장                                                                 | 금융재생위원회 위원장                                                                 | 구제 기미타카 ( ~ 2000년 7월 30일)      |
| 금융재생위원회 위원장                                                                 | 금융재생위원회 위원장                                                                 | 아이자와 히데유키 (2000년 7월 30일 ~ )  |
| 총무청 장관 〈중앙성청재편 담당〉                                                     | 총무청 장관 〈중앙성청재편 담당〉                                                     | 쓰즈키 구니히로                         |
| 방위청 장관                                                                           | 방위청 장관                                                                           | 도라시마 가즈오                         |
| 경제기획청 장관 〈총합교통대책, 신천년기 기념행사 담당〉                              | 경제기획청 장관 〈총합교통대책, 신천년기 기념행사 담당〉                              | 사카이야 다이치                         |
| 환경청 장관 〈지구환경문제 담당〉                                                     | 환경청 장관 〈지구환경문제 담당〉                                                     | 가와구치 요리코                         |

※ 나카가와 히데나오 국무대신이 담당하던 직무 〈정보통신기술(IT) 담당〉은 2007년 10월 27일에 사임하면서 후임인 후쿠다 야스오가 아닌 사카이야 다이치 국무대신이 담당하게 되었다.

## 같이 보기
- 일본의 역대 내각